# Vetenskaplig metod

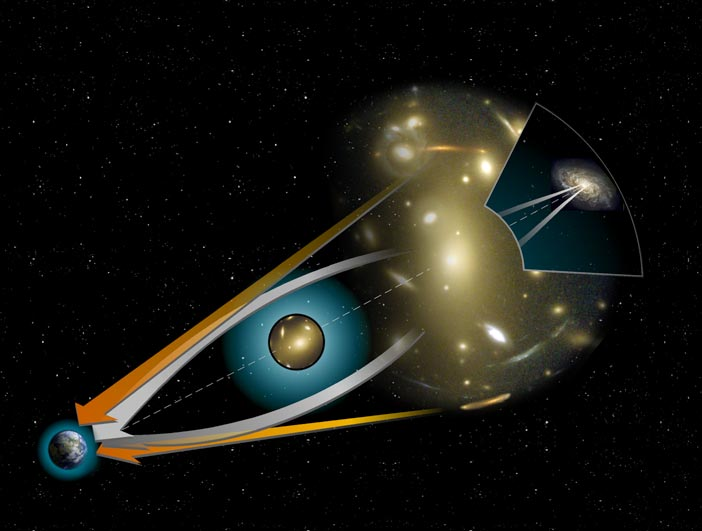
Albert Einsteins relativitetsteori förutsäger att tunga föremål, såsom stjärnor, böjer ljusstrålar.

Vetenskaplig metod är de metoder för systematisering, kartläggning och inhämtande av kunskap som används inom vetenskapen. Vetenskapliga metoder behandlas inom det akademiska ämnet forskningsmetodik och deras giltighet och legitimitet diskuteras inom vetenskapsfilosofin. Inom vetenskapsfilosofin finns det en öppen och pågående diskussion om huruvida vetenskapliga metoder är väsenskilda från vardagliga metoder för kunskapsinsamlande.

## Historisk översikt
Frågor om vetenskaplig metod har diskuterats ända sedan antiken. Försokraterna var de första som utvecklade kosmologiska hypoteser om världen och sedan tillät nästkommande generation att ifrågasätta dem. Således lade grunden till en kultur och ett samhälle med grundläggande möjligheter till kritiskt tänkande och ifrågasättande av auktoriteter. Den moderna vetenskapstraditionen anses dock härröra från Francis Bacons filosofiska arbete, enligt vilket vetenskapen skiljer sig från religionen på så vis att vetenskapliga påståenden kan bekräftas genom observation som kan delas av olika individer. Sedan Francis Bacon har en empiristisk och positivistisk grundsyn varit populär, vilket har inneburit att forskare har försökt samla in och bearbeta empiriska data istället för att fritt resonera kring omvärlden. De filosofer och forskare som menar att empiriska undersökningar istället bör föregås av förnuftiga resonemang tillhör den forskningstradition som benämns rationalism.
Senare har vetenskapsfilosofer blivit allt mer övertygade om att endast faktainsamlande och analys av insamlade fakta inte är den bästa metoden, istället menar man ofta att man tar fram en hypotes, som man senare genom experiment prövar mot verkligheten. Ofta kallar men en sådan metod för hypotetisk-deduktiv metod eller för kritisk rationalism. Även om flertalet vetenskapsteoretiker med en realistisk ansats företräder den hypotetiskt-deduktiva metoden och kritisk rationalism så genomförs den mesta forskning inom discipliner såsom medicin, psykiatri, psykologi och socialt arbete fortfarande inom ett positivistiskt paradigm då forskare söker evidens för att styrka sina teorier istället för att försöka falsifiera dem.

### De samhällsvetenskapliga och humanistiska ämnena
Karaktären hos de samhällsvetenskapliga och humanistiska ämnena har gjort att frågeställningarna om vetenskaplig metod delvis skilt sig från de naturvetenskapliga ämnenas. Historiska händelser kan till exempel inte upprepas eller prövas med experiment, och den historiska vetenskapen har i stället i hög grad sysslat med metoder för källkritik vid sidan av faktainsamling. 
För samtliga av dessa vetenskaper har utvecklandet av förklaringsmodeller varit fundamentalt. Exempel på sådana modeller är konstruktivism, funktionalistisk förklaring, strukturalism och olika former av historisk härledning. 
Grundad teori och hermeneutik är andra viktiga metoder som under 1900-talet vuxit fram i vetenskapen, särskilt inom samhällsvetenskaper som till exempel sociologi. Inom samhällsvetenskaperna är frågor kring metodologisk kollektivism kontra individualism grundläggande.

## Naturvetenskaplig metod
Naturvetenskaplig metod (engelska: scientific method) är att man utifrån (kvantitativ) empiri och analys bygger eller förbättrar teoretiska modeller av världen. Naturvetenskapliga metoder är inte begränsade till att användas inom naturvetenskap utan kan användas även i andra ämnen, till exempel ekonomi. 
Användandet av naturvetenskapliga metoder inom (national)ekonomi är ifrågasatt både internt inom den egna disciplinen, men också från den övergripande disciplinen samhällskunskap. När man utgår från för få variabler i sina analyser och förutsägelser att det inte längre nödvändigtvis en riktig bild av verkligheten som ges.

## Distinktionen mellan kvantitativ och kvalitativ metod
I metodteori, särskilt inom socialvetenskaperna, skiljer man ofta mellan kvantitativ metodteori och kvalitativ metod. Den förstnämnda innehåller ofta insamling av en mängd fakta och sedan analys med statistiska metoder, medan den senare ofta innebär till exempel djupintervjuer eller deltagande observation. Under vissa förutsättningar är informationen man får genom kvantitativa metoder representativ även för andra enheter än dem som undersökts. Sådana undersökningar kännetecknas av att de går på bredden. I kvalitativa undersökningar är däremot graden av strukturering mycket lägre. Utifrån frågeställningen har vi ställt upp vissa riktlinjer och hållpunkter, men vi är inte bundna av dem. Detta sätt att lägga upp en undersökning på präglas också av att vi går på djupet istället för på bredden. I kvalitativ metodteori är vanliga undersökningsmetoder etnografi, fenomenologi, symbolisk interaktionism och etnometodologi.

## Vikten av metod
Man brukade i den logiska positivismen skilja mellan upptäcktens kontext och justifikationens kontext, man menade att upptäckten av ett samband eller en teori inte kräver metod, men att verifiera ett samband eller en teori kräver metod. I dagens språkbruk kanske man skulle formulera det så att det inte krävs metod för att ta fram en god hypotes, även om det finns hypotesgenererande metoder, men att det krävs hypotesprövande metod för att visa att den är värd att acceptera som en del av vetenskapen. Många menar att en förment vetenskaplig frågeställning utan vetenskaplig metod är kvasi- eller pseudovetenskap. Problemet med åtskillnaden mellan vad som är vetenskap och inte vetenskap brukar ofta kallas demarkationsproblemet.
Vägen mot accepterad teoribildning går ofta via protovetenskap eller marginalvetenskap.

## Vetenskapliga metoder och metodiker
- Ockhams rakkniv
- Induktion
- Deduktion
- Hypotetisk deduktion
- Grundad teori
- Dubbelblindtest
- Morfologisk analys
- Kladistik
- Källkritik